# Альбиния, Элис
Элис Альбиния (англ. Alice Albinia; род. 1976, Лондон) — британская литератор, журналистка. Писала для Wall Street Journal, Financial Times и National Geographic.
Изучала английскую литературу в Кембриджском университете и историю Южной Азии в SOAS, где получила степень магистра. Два года работала журналистом и редактором в Дели, выучила урду. Там же у неё возникла задумка написать свои первые две книги. Затем провела девять лет, путешествуя по окраинам Британии. Феллоу Королевского колледжа Лондона, преподает в Royal Literary Fund.
Её первая книга Empires of the Indus: the story of a river (John Murray, 2008) получила шесть наград в Великобритании, Пакистане, Франции и Италии — в частности Jerwood Award (2005) и Dolman Best Travel Book Award (2009), а также Somerset Maugham Award (2009). Её дебютным романом стала Leela’s Book: A Novel (Harvill Secker, 2011) — вошедшая в шорт-лист Authors' Club Best First Novel Award и лонг-лист DSC Prize for South Asian Literature. Роман Cwen вошёл в шортлист Orwell Prize for Political Fiction (2022) и Scotland’s National Book Awards.
В 2023 вышла её The Britannias: And the Islands of Women (Penguin and Norton) {Рец. Rachel Hewitt, }.